# Jan Mayen (Romane)
Jan Mayen war eine Science-Fiction-Abenteuer-Heftromanserie von Paul Alfred Müller, der unter dem Pseudonym Lok Myler schrieb. Die Hefte erschienen von 1935 bis 1938 im Verlag A. Bergmann in Leipzig.

## Geschichte und Handlung
Müller schrieb ab 1933 die SF-angehauchte Abenteuerserie Sun Koh. Da diese von Beginn an auf 150 Hefte festgelegt war, wurde es 1935 Zeit, eine neue Serie zu konzipieren. Da der Erfolg Sun Kohs auch zum Ende der Serie hin ungebrochen war, kam nur eine thematisch ähnliche Serie in Frage.
Mit der Machtergreifung der Nazis 1933 hatten sich die Bedingungen für die Herausgabe von Unterhaltungsliteratur jedoch deutlich verändert. Sämtliche Bücher und Hefte waren von der Vorzensur durch die Reichsschrifttumskammer betroffen, die sich neben gesellschaftlich-ideologischen Aufgaben auch erfolgreich um die Eindämmung englischer und amerikanischer Unterhaltungsliteratur bemühte. Dadurch waren Serien mit amerikanischen Helden stark von Verboten betroffen. Um solch ein Verbot der Serie zu umgehen, wurde der Tod des schwarzen Sidekicks in die Handlung von Sun Koh konzipiert.
Im Fall von Jan Mayen umgingen Verlag und Autor dieses Problem gleich von Beginn an. Der Hauptheld war – anders als Sun Koh, welcher geheimnisvolle Maya-Vorfahren hatte – ein deutscher Abenteurer, dessen Vater Rick Hatmann Millionär war. Er bekämpfte nach dem Verlassen des Elternhauses nun das Böse auf der ganzen Welt und war dabei mit einem atomgetriebenen Flugzeug unterwegs – sich immer auf den Tag X vorbereitend, an dem er nach 120 Bänden Grönland vom ewigen Eis befreien und dort das „sagenhafte Wunschland Thule“ (Klappentext) errichten sollte.

## Hefte
1. Am Ende der Welt
2. Der Kampf beginnt
3. Rätsel in Australien
4. Die Spur des Goldes
5. Das gleißende Band
6. Das Urwaldschloß
7. Flucht aus dem Sumpf
8. Die künstliche Sonne
9. Die Spur im Norden
10. Strahlen aus dem All
11. Spiegel im Weltraum
12. Die Atomrakete
13. Abenteuerliches Zwischenspiel
14. Der singende Pat
15. Der Mondnarr
16. Erfinder in Hypnose
17. Das diamantene Wunder
18. Der ewige Magnet
19. Die Atomkugel
20. Der Traumhut
21. Das Sonnenrätsel
22. Fahrt durch die Hölle
23. Sender des Vergessens
24. Der goldene Mantel
25. Welt unter der Erde
26. Atomlabor im Fels
27. Der Brandstrahler
28. Zehn Jahre später
29. Mord um Diamanten
30. Der Rächer
31. Die rettende Kraft
32. Der fressende Strahl
33. Fünfzig Millionen Volt
34. Stützpunkt im Norden
35. Zerfallende Materie
36. Der Überbazillus
37. Das mathematische Rätsel
38. Das stählerne Gehirn
39. Die steinerne Ellipse
40. Die Infrarotbrille
41. Der Schatzsucher
42. Sven Horre kehrt heim
43. Verbrechen mit Ultraschall
44. Aufwärts fließende Wärme
45. Der Wärmeakkumulator
46. Unsichtbares Feuer
47. Abenteuer im Himalaja
48. Bakterien der Urwelt
49. Der Pflanzenzauberer
50. Der Schläfer
51. Überfall am Kranichfluß
52. Künstliches Gold
53. Der Doppelgänger
54. Violan, das Übermetall
55. Baustoff der Zukunft
56. 5000 Atmosphären gestohlen
57. Die Stratosphärenflieger
58. Das Nordwerk
59. Die Sklavensteine
60. Anschlag auf den Kongo
61. Das Meer in Afrika
62. Der Regenprofessor
63. Die gläserne Kugel
64. Tillyt
65. Alarm über Europa
66. Attentat auf den Golfstrom
67. Die neue Eiszeit droht
68. Technische Seifenblasen
69. Die Tarnkappe
70. Die Unsichtbaren
71. Der Peilkern
72. Das verlorene Gedächtnis
73. Künstliche Riesen
74. Flammendes Eisen
75. Die Überwaffe
76. Die schwimmenden Erdteile
77. Die Radiumschlucht
78. 100000 km über der Erde
79. Gefahr aus dem Weltraum
80. Die Jitters
81. Der König von Thule
82. Gefangener der Toten
83. Sol tub. E.
84. Der Herr der Welt
85. Mysterium in Singapore
86. Die rätselhafte Krankheit
87. Der wilde Rure
88. Der Todesstrahler
89. Die goldene Kurve
90. Schuß durch die Nacht
91. Der Hellseher
92. Haie der Timorsee
93. Feuer in der Steppe
94. Die Hexe
95. Das falsche Gesicht
96. Der grüne Tod
97. Selbstmörder laufend gesucht
98. Brennender Fels
99. Reise in die Urwelt
100. Das verzauberte Haus
101. Die Tiefseetauchkugel
102. Gefangene der Tiefsee
103. Die Explosion
104. Der Übersprengstoff
105. Die Strahlenbastion
106. Atomfeuer auf Grönland
107. Künstliche Diamanten
108. Nacht über dem Strom
109. Aufgehobene Schwerkraft
110. Der mechanische Garten
111. Riß in der Südsee
112. Anschlag mit Wasserstoff
113. Die Nebelmänner
114. Die Falle
115. Licht über dem Nordpol
116. Großmacht Thule
117. Der Strahlenspiegel
118. Gäste aus dem Weltraum
119. Der sechste Erdteil
120. Sonne über Thule

Im Utopia Verlag erschien zwischen 1949 und 1950 die Serie Utopia Zukunftsromane – Jan Mayen – Der Herr der Atomkraft. Dort wurden die alten Hefte in unveränderter Reihenfolge neuaufgelegt unter dem Autorennamen Freder van Holk, einem Pseudonym Müllers. Die mittlerweile angestaubte Handlung hatte allerdings keinen erneuten Erfolg. So endeten die Utopia Zukunftsromane bereits nach 9 Heften.